# Tetropina kraepelini
Tetropina kraepelini är en bäcksländeart som först beskrevs av František Klapálek 1921.  Tetropina kraepelini ingår i släktet Tetropina och familjen jättebäcksländor. Inga underarter finns listade i Catalogue of Life.